# 葛怀敏
葛懷敏（？—1042年），北宋真定（治今河北正定）人。
北宋名將葛霸之子。以父蔭授西頭供奉官（階官，三班使臣，小使臣，從八品）加閣門祗候（職，從八品）。曆同提點益州路刑獄、襄鄧都巡檢。使契丹，知隰、莫、保三州，累遷東染院使（階官，諸司正使，西班，正七品）、康州刺史（遙郡刺史）、知雄州事，就遷西上閣門使（階官，橫行正使，正六品）。上《平燕策》。會歲旱，塘水乾涸，懷敏考慮到契丹使至測知其廣深，乃擁界河水注之，塘水恢復如故。召對邊事，再還雄州，改萊州團練使（階官，正任團練使，從五品）。濁流砦兵叛，殺官吏潰去，懷敏發兵掩襲，盡誅其黨。在雄州五年，後徙滄州。
懷敏娶王德用的妹妹為妻，德用被貶，懷敏受牽連貶知滁州。陝西用兵，起為涇原路馬步軍副部署兼涇原秦鳳兩路經略、安撫副使。既入對，宋仁宗賜他名將曹瑋穿過的介胄，令製置鄜延、環慶兩路存廢砦柵。擢拔為龍神衛四廂都指揮使（禁軍軍職，從五品）、眉州防禦使（階官，正任防禦使，從五品）、本路副都部署、知涇原。遷捧日天武四廂都指揮使（禁軍軍職，從五品）、鄜延路副都部署。進殿前都虞候（禁軍軍職，從五品）、知延州。環慶路經略安撫使范仲淹言懷敏猾懦不知兵，再徙涇原路兼招討、經略、安撫副使。王沿之子王豫也谓“怀敏非将才，请沿奏易之”，但王沿不聽。
慶曆二年（1042年）閏九月，夏李元昊大军攻镇戎军（今宁夏固原）。涇原路經略、安撫、招討使、知渭州事王沿命懷敏率軍增援劉燔堡（今寧夏隆德），臨行時，王沿告誡葛懷敏切忌深入，可在第背城（今寧夏固原縣南）紮營。
葛怀敏部在瓦亭砦未遇西夏军，便不遵将令，擅自进军养马城，与镇戎军统领曹英、镇戎军都监李岳，西路都巡检使赵璘、泾原路都监李知和、王保、王文等部会合。葛懷敏分兵四路，初九日，葛懷敏進抵瓦亭寨（今固原以北，葫蘆河以西），與夏軍作戰。夏兵繞出背後，曹英軍先敗，曹英本人面中流矢，宋軍戰事失利，兵馬自相踐踏，退保寨內。元昊下令斷其水源。懷敏下令突圍，奔鎮戎軍（今寧夏固原），被困於長城壕（固原西北與隆德接界），懷敏和曹英，李知和、赵珣、叶芝春、王保、王文、刘贺等十六位將領戰死，元昊長驅抵渭州（今甘肅平涼），“幅員六七百里，焚蕩廬舍，屠掠民畜而去。”史稱定川寨之戰。贈懷敏鎮戎軍節度使（贈官，從二品）兼太尉（贈官，三公，正一品）。賜諡忠隱。其子葛宗晟、葛宗壽、葛宗禮、葛宗師皆升官。